# 目加溜灣社

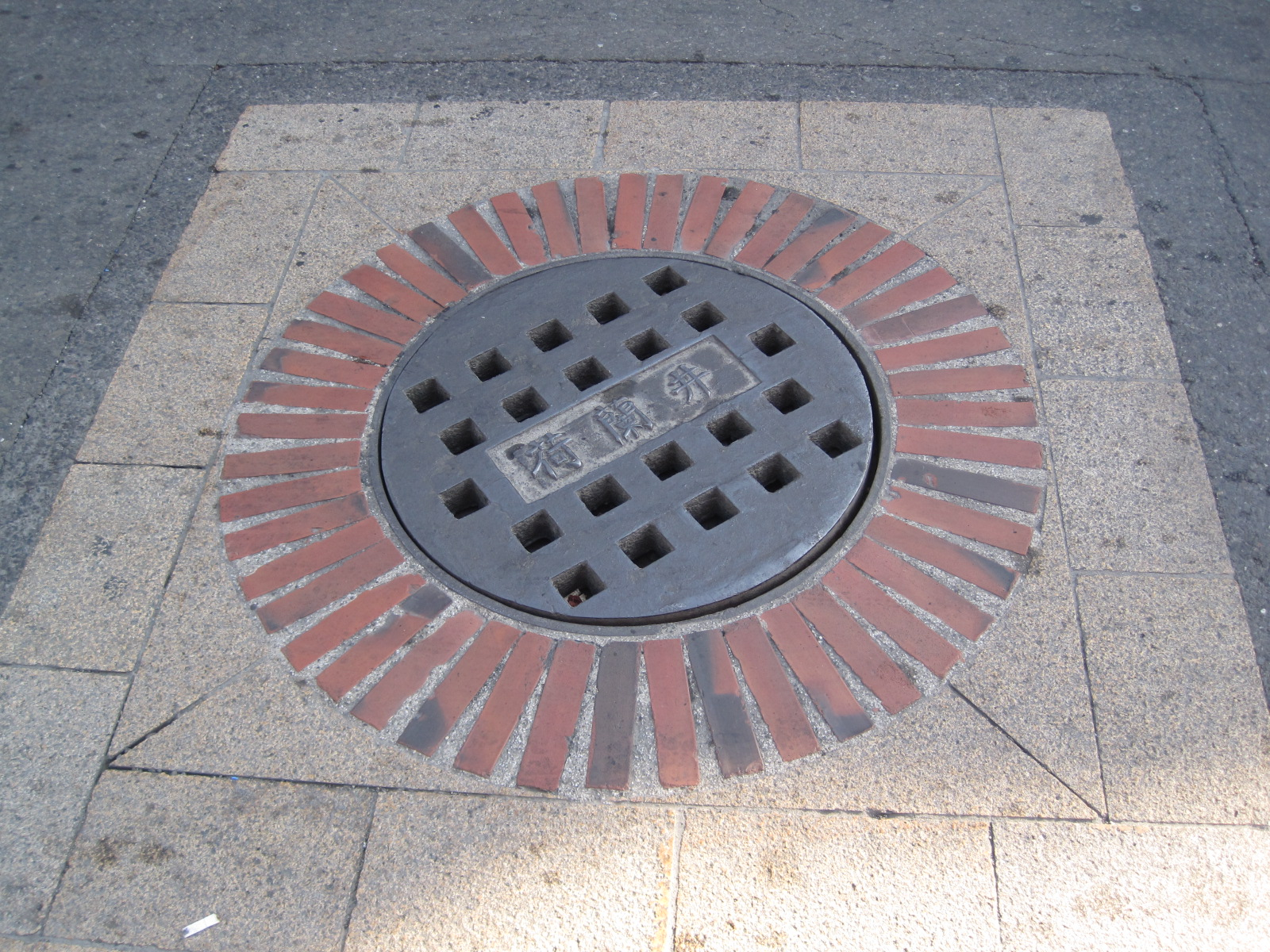
善化慶安宮前的荷蘭古井

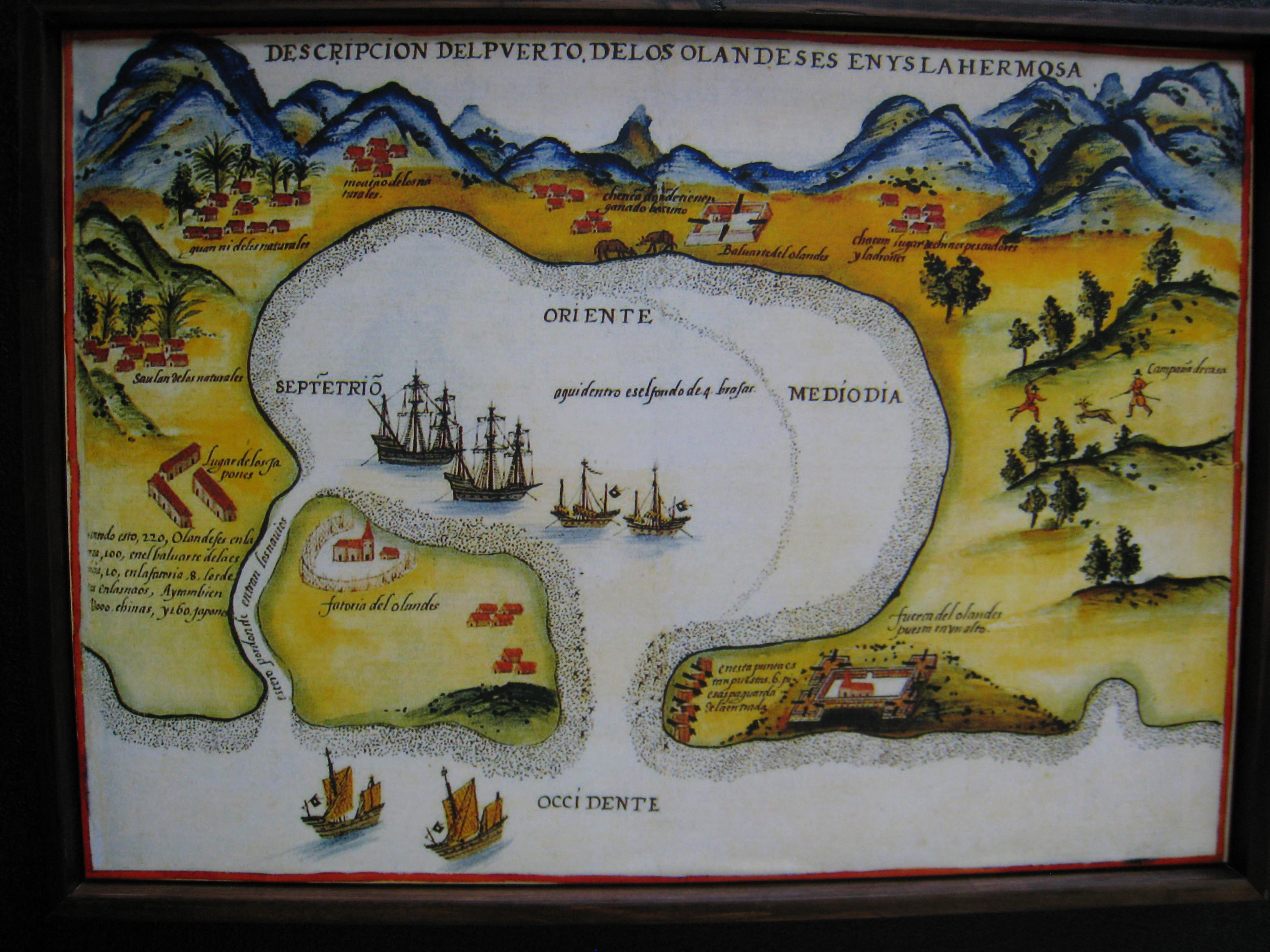
馬尼拉西班牙人 Pedro de Vera 依據1626年情報所繪製《艾爾摩沙島荷蘭人港口描述圖》（俗稱大員港圖）抄本，左上角村社標為 guan ni

目加溜灣社（自1646年起地方會議記載別稱荷蘭語：；大武壠語／西拉雅語：Backloun）是位在今臺灣臺南市善化區溪美里一帶的原住民族部落，荷蘭人將社名用羅馬拼音拼寫作「Backloun」，而漢人的文獻亦有音譯成漢字名「目茄洛灣」、「目加喇員」、「未加溜灣」、「麥加流灣」、「加溜灣」、「嘉溜灣」、「台溜灣」等形式，《臺海使槎錄》之〈番俗六考〉則記載該社另名「灣裏」或「灣裡」，善化的社內遺址被認為是目加溜灣社的遺址:42。過去認定目加溜灣社為西拉雅族傳統四大社之一，但土田滋、李壬癸等語言學者則根據音韻演變，將灣裡社所使用的語言歸類為大武壠語。

## 歷史
荷蘭東印度公司在澎湖屢遭明朝拒絕下，嘗試進行貿易仍不得要領。雷爾生司令在1622年7月前往台灣大員海灣探查，1623年3月派遣商務官前往大員海灣周邊駐紮，1623年10月決定在其海灣入口南側無人沙洲上興建城堡。10月27日利邦上尉（Elie Ripon）與士兵及班達工人共34人在大員停泊，興建簡易竹寨，與目加溜灣族人首次接觸，以衣物為禮物贈與族人，族人同意帶領荷蘭人進入森林並協助收集竹子做為建材，11月進入蕭壠社也受到族人歡迎。在度過兩周的蜜月期，荷蘭人將竹子製成竹筏漂浮在海灣中，麻豆社族人每天都前來質問其採竹的用途，當答覆為了興建房子後，麻豆族人不滿為何沒有收到和目加溜灣社一樣的禮物，聚集三、四百名攜帶彎刀、盾牌、標槍、矛、弓箭等傳統武器的武裝戰士攻擊在森林中採竹的荷蘭人，雙方交戰造成3名荷蘭人與4名麻豆人死亡，荷蘭人暫時敗回澎湖，隨後返回繼續修築城砦，這是公司首次與台灣當地居民的衝突。雖然公司向來的政策是不干涉當地居民、不與當地居民為敵，學者認為與公司間的衝突，是當地原住民不同社群間的固有世仇，波及初來的荷蘭人，而公司的盟友恰為勢力較弱的一方。1624年1月，目加溜灣與麻豆社聯軍，在夜間火攻襲擊公司新建成的城砦，被荷蘭守軍發現而被擊退。到了3月，澎湖被明海軍圍困，公司高層認為無資源可同時兼顧澎湖與大員兩地，於是4月底下令拆毀城砦，退出大員，返回澎湖。幾個月後，明朝出動萬名大軍拒絕公司停留澎湖，8月簽訂協議，同意公司前往台灣，並拆除澎湖堡壘，宋克長官前往台灣在4月底所拆毀大員城砦的原址開始興建城堡，命名為「奧蘭治城（荷蘭語：Fort Oranje）」（1626年9月，荷蘭總公司董事會下令改名為熱蘭遮城）。新港及蕭壠社協助公司與目加溜灣談和。1628年3月，目加溜灣與新港、蕭壠、麻豆四大社頭目聯合前往大員向公司催討年貢（荷蘭語：jaerlickse erkentenisse），時新任長官努易茲拒絕，認為他們是無恥的乞丐。:41-47
1629年6月，長官努易茲接獲漢人海盜三腳大爺（Sachataija）在麻豆社一帶出沒的線報，6月13日親自率領精兵前往麻豆社一帶剿滅漢人海盜，受到麻豆人熱烈歡迎，在此除尋獲空船和配備外，並無發現任何人影，部隊只能無功而返。麻豆人稱為感謝荷軍剿滅海盜，設宴招待。努易茲先行返回熱蘭遮城，留下參加宴會的荷軍。宴會後部隊返回大員時，麻豆人護送隨行，渡灣裏溪（下游漚汪溪，荷蘭人後改稱，為「背叛者或謀殺者之河」，即「刣人溪」之意，為古曾文溪改道前的河道，今將軍溪）時，麻豆人佯稱好意替士兵們扛槍，揹他們渡河。此時一聲號令下，將解除武裝的荷蘭士兵同時翻倒在河中，早埋伏在岸邊樹叢的目加溜灣、麻豆、蕭壠三社聯軍衝出擊殺，63名荷軍全遭殲滅。蕭壠社同日也擊殺3名在社內的荷蘭人。目加溜灣等三社聯軍同時另派遣戰士前往新港社追擊長官努易茲，在追兵抵達前半小時接獲密報，狼狽逃脫。三社聯軍搗毀赤崁的荷蘭人住屋，牲棚與牲畜，新港人也趁機搶奪，所有荷蘭財產均破壞殆盡。是為麻豆社事件（1635年的麻豆協約中，荷蘭文記為）。此役造成熱蘭遮城駐軍折損約四成兵力，剩餘駐軍不及100人，且有戰力者不及其中四分之一，大員駐軍岌岌可危，直到9天後6月22日接任長官普特曼斯，連同隨船兵力，抵達大員上岸，才稍緩解危機。荷蘭人事後調查，認為是在目加溜灣的漢人通事鬍鬚仔（或）所密謀。
1629年10月10日公司決定在麻豆社事件中遭搗毀的赤崁（1650年代郭懷一事件之後興建的普羅民遮城即在該地）重建房屋後:72，重建時目加溜灣與蔴豆社不時率眾到赤崁荷蘭火槍射程外丟擲標槍與射箭示威，不慎離開火槍掩護範圍內的公司人員隨時有被擊殺的風險:33，荷蘭人認為是漢人所慫恿。而在事件中到11月初，族人亦擊殺赤崁一帶為公司工作的漢人。由於麻豆社勢力強盛，公司在台武力薄弱，這導致福爾摩沙議會在11月17日決議等待原先派往明朝兩艘快艇之一的兵力返航後，先處置勢力較弱的目加溜灣「要用火和刀毀滅目加溜灣社」。11月23日長官派遣230名士兵出擊，五六名族人被殺，房舍被燒毀，11月底目加溜灣社依習俗交出社中「最好的武器」要求和解，12月2日麻豆與目加溜灣社在大員與公司首次和談，公司提出和解條件，1630年2月3日簽訂為期9個月的暫行合約。:72-73:33:215,219-220
之後荷蘭人為了要教化當地居民，便在目加溜灣社東邊建學校，以新港語為標準教學，此外還建了教堂以傳教。在1639年時，該社千名人口中已有361人成為基督教信徒。
除了興學、建教堂外，荷蘭人還在社學前方挖了一口井，後來被土石掩埋，直到民國七十八年（1989年）7月因為善化慶安宮建牌樓與中山路整修才被發現，並被整理保留在慶安宮廟埕左邊，立「荷蘭古井」石碑為記。
在南部科學工業園區內，其中一處東西向要道稱為目加溜灣大道以為紀念。

## 歷年人口
荷治時期記錄，據宋克長官1625年2月19日書信記載，目加溜灣社有1,000名成年男子（戰士）；據1638、1639年參加教會活動人數的視察報告、1647年地方會議村社人口統計，1638年約為910人，1639年全社1,000人、戰士150名，1647年5月計158戶共955人。（pp. 187-191,290,333）

## 另見
- 灣裡 (臺南市)
- 西拉雅族
- 大武壠族